# Poecilasthena euphylla
Poecilasthena euphylla là một loài bướm đêm thuộc họ Geometridae. Nó được tìm thấy ở Úc, bao gồm Tasmania.